# Safet Zec
Safet Zec (en cirílico: Сафет Зецborn; Rogatica, 5 de diciembre de 1943) es un pintor y diseñador gráfico bosnio, uno de los artistas más importantes de la Yugoslavia de los años 1990. 

## Biografía
Nació en una familia bosníaca en la República Socialista de Bosnia y Herzegovina.
Estudió Artes Aplicadas en Sarajevo en 1964. En 1969, se graduó en la Universidad de Bellas Artes de Belgrado.
En los años 1970, fue uno de los mayores exhibidores del realismo poético. 
En 1989 regresó a Sarajevo hasta que tuvo que huir en 1992 por la Guerra de Bosnia a Údine.
En la actualidad vive y trabaja en Venecia, Sarajevo, París y Počitelj.